# Закария Хан Бахадур
Закария Хан Бахадур (умер 1 июля 1745 года) — субадар (губернатор) империи Великих Моголов в Лахоре с 1726 года.

## Биография
Происходил из семьи Ансари из Панипата. Сын и преемник Абд ас-Самад Хана (+ 1737), губернатора Лахора в 1713—1726 годах. Получил хорошее образование, с юности увлекался поэзией Саади Ширази и был предан суфизму. Приобрел военный и административный опыт под руководством отца. Он продолжил и расширил политику своего отца по жестокому преследованию сикхов, и тысячи сикхов были убиты во время его пребывания на этом посту, особенно во время Чхота Галлугара .
В 1726 году Закария Хан был назначен субадаром Лахорской субы, а его отец стал субадаром Мултана (до 1737 года). На этом посту Закария Хан возобновил преследование сикхов, за убийства или пленение которых предложил награду. Половину 20-тысячной армии в своей субе он разделил на мобильные отряды по 1 тыс. воинов, снабдив их легкими пушками. Вскоре сотни сикхов были казнены в Лахоре. Из отрубленных голов сикхов приказал воздвигать пирамиды, чтобы навеять ужас. Сикхи называли такие пирамиды шахид гандж — «сокровищницы мучеников».
В 1733 году предложил сикхам джагир (поместье) стоимостью в 1 лакх (100 тыс. рупий) и титул наваба. Сикхи выбрали Капур Сингха. Впрочем, попытка в 1735 году приобщить сикхов к могольскому войску потерпела неудачу. Вскоре возобновились боевые схватки. Сначала отряду Закария Хана удалось вытеснить сикхов из Бари-Доаба (междуречье Рави и Биаса). Впрочем в дальнейшем у Лахору моголы едва избежали поражения. В ответ Закария Хан занял Амритсар, запретив сикхов пускати в храм Хармандир-Сахиб.
Закария Хан получил контроль над Лахором от персидского шаха Надир-шаха во время его вторжения в империю Великих Моголов в 1738 году в обмен на ежегодные выплаты дани персидской короне. Он продолжил преследование сикхов и назначил Салабат Хана блокировать Амритсар и не позволять сикхам поклоняться там. Согласно известному раннему сикхскому историку Рат Сингху Бхангу, в ответ на то, что с него сорвали скальп, Тару Сингх проклял Закария Хана, сказав, что он будет убит своими башмаками. Согласно сикхским источникам, после снятия Скальп Бхаи Тару Сингха, Закария Хан был поражен невыносимой болью и невозможностью помочиться. В качестве последнего средства Хан принес извинения Хальса Панту за его преследование сикхов и попросил прощения. Было высказано предположение, что если Закария Хан ударит себя башмаками Сингха, его состояние может улучшиться. Хотя это излечило бы Хана от его состояния, он умер 22 дня спустя от того, что ударил себя башмаками, как и предсказывал Сингх. Салабат Хан был убит в столкновении с Джассой Сингхом Ахлувалией, и сикхи освободили Амритсар в марте 1748 года.

## В популярной культуре
- Закария Хан изображен шейхом Сами в национальном сериале DD Махараджа Ранджит Сингх.